# Jitsu wa Watashi wa
Jitsu wa Watashi wa (実は私は?) es una serie de manga escrita e ilustrada por Eiji Masuda. Fue serializada en la revista semanal Shōnen Champion de Akita Shoten entre el 31 de enero de 2013 y el 16 de febrero de 2017. Akita Shoten recogió la serie en 22 volúmenes tankōbon. Una adaptación al anime producida por TMS/3xCube fue emitida entre julio y septiembre de 2015.

## Argumento
Asahi Kuromine, un estudiante normal de secundaria que supuestamente no puede guardar secretos, descubre a su compañera de clase, Yōko Shiragami, desplegando un gran par de alas de su espalda. Él se entera de que Yōko es un vampiro, y que ella solo puede asistir a una escuela normal con una condición: nadie debe descubrir su verdadera identidad. Este secreto se vuelve difícil de mantener, ya que Yōko es una cabeza hueca y la amiga de la infancia de Asahi, Mikan, no hace más que perseguirlos. Más tarde, descubre más chicas en su escuela con sus propios secretos: una pequeña alienígena que monta un exoesqueleto de tamaño humano, una mujer lobo capaz de cambiar de género cada vez que ve la luna, Akane, un demonio milenario que dirige secretamente la escuela, y otros, que representan un desafío mientras Asahi intenta mantener el secreto de Yōko.

## Personajes
Asahi Kuromine (黒峰 朝陽 Kuromine Asahi?)
 Seiyū: Natsuki Hanae
Protagonista masculino. Conocido por la gran parte de la escuela por su incapacidad de guardar secretos, y por el duro rechazo que sufrió en años anteriores por Nagisa. Quedó cautivado por Yōko desde el primer día que la vio, y a pesar de tener latente el rechazo de Nagisa decidió declarársele, pero en el momento descubrió que ella es una vampiro. Motivado por el amor que le tiene y para que Yōko no se vaya de la escuela, decide a toda costa proteger su secreto. Por otro lado, no percibe los sentimientos de las otras chicas por el, por concentrarse en guardar sus secretos y por su interés en Yōko.
Yōko Shiragami (白神 葉子 Shiragami Yōko?)
 Seiyū: Yū Serizawa
Protagonista femenina. Con el deseo de poder tener amigos, se inscribió en una secundaria humana siendo ella una híbrido Dhampiro (ya que su padre es vampiro y su madre, humana, y ambos estudiaron en la misma secundaria) con la condición de que si alguien descubría su costado vampiro, ella debería abandonar la escuela. Siente curiosidad y aprecio por Asahi pero ignora completamente sus sentimientos debido a que ella es demasiado ingenua en el amor, llegando a pensar de que Asahi aún esta interesado en Nagisa. Debido a sus colmillos, habla con un acento Kansai
Nagisa Aizawa (藍澤 渚 Aizawa Nagisa?)
 Seiyū: Inori Minase
Es la delegada del curso al que asisten Asahi y Yōko. En el año anterior, rechazó cruelmente a Asahi sin darle oportunidad a que este diga palabra alguna. Sin embargo su visión sobre él cambia cuando descubre que ella es una alienígena de apenas 30 cm montando un Mecha de tamaño humano que replica su apariencia y sus gestos, y decide también proteger su secreto, enamorándose progresivamente de él. Pero por el bien de Asahi, ella decide reprimirse y ayudar a que él y Yōko se emparejen. Debido a su naturaleza guerrera, Nagisa habla con una terminología casi militar y procura mantener la moral del curso.
Mikan Akemi (朱美 みかん Akemi Mikan?)
 Seiyū: Reina Ueda
Amiga de la infancia de Asahi e intrépida e inescrupulosa presidente del Club de Periodismo de la secundaria, constantemente lo fastidia y le hace bromas, aunque sólo es una fachada que oculta que siempre estuvo enamorada de él pero que no es correspondida porque él no la percibe como una mujer. Lleva unos anteojos poseídos por un Tsukumogami de la buena fortuna, pero que al estar en entrenamiento, solo le causa problemas y le insta a que sea más sincera con sus sentimientos. Al igual que Nagisa, reprime su amor por Asahi en pos de ayudar con su relación con Yōko.
Shiho Shishido (紫々戸 獅穂 Shishido Shiho?) / Shirō (獅狼?)
 Seiyū: Aya Uchida (Shiho), Kenichi Miya (Shiro)
Es una persona que contiene dos seres completamente distintos: por un lado Shirō, un bravucón y despiadado joven que siempre busca pleitos siendo orgulloso de su linaje de Hombre lobo, pero la luz de la luna lo transforma en Shiho, una sádica y pervertida chica de hermosa figura, volviendo a ser Shirō con otra dosis de luz lunar, siendo ambos conscientes de la existencia de la otra personalidad, con Shiho siendo la entidad dominante. Ambas facetas son amigas de la infancia de Yōko, con Shirō teniendo un interés especial en ella, sin embargo, Shiho adora provocar eróticamente a Asahi para despertar los sentimientos de Yōko.
Akane Kōmoto (紅本 茜 Kōmoto Akane?)
 Seiyū: Mao Ichimichi
Es la directora de la secundaria, aunque su apariencia y comportamiento infantil pese a ser una demonio de más de mil años, indiquen lo contrario. Adora divertirse con las historias de los estudiantes de la escuela, en especial lo que ocurre alrededor de Asahi y Yōko. En años anteriores, fue docente de los padres de Yōko. Es muy poderosa, teniendo como habilidades más frecuentes el multiplicarse y cambiarse a sí misma y a otros de apariencia (en especial pudo transformar momentáneamente el verdadero cuerpo de Nagisa a tamaño humano). Sin embargo, sus andanzas están limitadas por Akari.
Akari Kōmoto (紅本 明里 Kōmoto Akari?)
 Seiyū: Emi Nitta
Docente de Asahi, Yōko, Nagisa y sus compañeros, y a la vez tataranieta de Akane, famosa por haber sido una delincuente juvenil debido a que fue rechazada por alrededor de 100 chicos. Es una figura de autoridad incuestionable, llegando a disciplinar incluso a su propia tatarabuela, sin embargo, carga con el trauma de no encontrar una pareja ideal incluso en el presente.
Okada (岡田 Okada?), Sakurada (桜田 Sakurada?) y Shimada (嶋田 Shimada?)
 Seiyū: Daisuke Hirakawa, Wataru Hatano y Hiro Shimono
Son los amigos y compañeros de curso de Asahi, Yōko y Nagisa. Conocen a la perfeccón lo poco confiable que es Asahi al guardar secretos,apodandolo "cesto agujereado". Okada gradualmente se enamora de Mikan, pero a sabiendas de que ella está realmente interesada en Asahi. Por su parte Sakurada era un rufián quien tuvo un duelo con Akari, quien lo venció sin problemas, provocando que él ingrese en la secundaria sólo para estar cerca de ella.
Genjirō Shiragami (白神 源二郎 Shiragami Genjirō?) y Tōko Shiragami (白神 桐子 Shiragami Tōko?)
 Seiyū: Rikiya Koyama (Genjirō), Yōko Hikasa (Tōko)
Son los padres de Yōko, siendo Genjirō un intimidante vampiro de casi 4 metros de altura, sobreprotector de su hija, y Tōko na humana normal, pero que domina sobre su esposo. Ambos fueron a la misma secundaria de Yōko en el pasado, teniendo una relación similar a la de su hija con Asahi, siento Tōko la que protegió la verdadera naturaleza de Genjirō.
Rin Kiryūin (黄龍院 凜 Kiryūin Rin?)
Es una chica que proviene del futuro, revelándose luego como la nieta de Asahi. Volvió al pasado para supuestamente evitar que la "Carismática Pervertida II" (la primera es la madre de Shiho/Shirō) domine al mundo convirtiendo a la mayoría de hombres en masoquistas y a la mayoría de mujeres en pervertidas sexuales, pero en realidad su objetivo es evitar de que se revele la verdadera identidad de Yōko y s separe de Asahi. A pesar de que se encuentra ante su versión joven, Rin trata a Asahi como abuelo.

## Medios

### Manga
Escrito e ilustrado por Eiji Masuda, Jitsu wa Watashi wa fue serializado en la revista Shōnen Champion desde el 31 de enero de 2013 hasta el 16 de febrero de 2017. Fue recopilado en veintidós volúmenes tankōbon por Akita Shoten hasta marzo de 2017.

### Anime
La adaptación al anime, producida por TMS Entertainment y dirigida por Yasutaka Yamamoto fue emitida entre el 6 de julio y el 28 de septiembre de 2015. El tema de apertura es Himitsu o Chōdai (ひみつをちょーだい?) de Ars Magna y el de cierre Ienai Ienai (言えない言えない?) de Hilcrhyme. Además, se lanzaron tres volúmenes de canciones de personajes: Volumen 1 con Yōko Shiragami (Yū Serizawa) y Shiho Shishido (Aya Uchida), volumen 2 con Nagisa Aizawa (Inori Minase) y Mikan Akemi (Reina Ueda) y el volumen 3 con Akane Kōmoto (Mao Ichimichi) y Akari Kōmoto (Emi Nitta).